# Skateboarding la Jocurile Olimpice de vară din 2020 - park masculin
Proba de skateboarding park masculin de la Jocurile Olimpice de vară din 2020 a avut loc la 5 august 2021 la Ariake Urban Sports Park.

## Program
Orele sunt ora Japoniei (UTC+9) 
| Data               | Timp | Etapă             |
| ------------------ | ---- | ----------------- |
| Joi, 5 august 2021 | 9:00 | Calificări Finala |

## Rezultate

### Calificări
Primii 8 skateboarderi s-au calificat în finală.
| Loc | Serie | Skateboarder       | Țară                       | Run   | Run   | Run   | Note |
| Loc | Serie | Skateboarder       | Țară                       | 1     | 2     | 3     | Note |
| --- | ----- | ------------------ | -------------------------- | ----- | ----- | ----- | ---- |
| 1   | 3     | Luiz Francisco     | Brazilia                   | 81,50 | 84,31 | 12,74 | C    |
| 2   | 3     | Kieran Woolley     | Australia                  | 82.69 | 14,48 | 70,04 | C    |
| 3   | 2     | Pedro Quintas      | Brazilia                   | 59,55 | 6,47  | 79,02 | C    |
| 4   | 4     | Pedro Barros       | Brazilia                   | 73,00 | 77,14 | 18,56 | C    |
| 5   | 4     | Keegan Palmer      | Australia                  | 64,04 | 77,00 | 13,17 | C    |
| 6   | 3     | Steven Piñeiro     | Puerto Rico                | 64,11 | 68,14 | 76,20 | C    |
| 7   | 3     | Vincent Matheron   | Franța                     | 70,04 | 74,07 | 67,96 | C    |
| 8   | 4     | Cory Juneau        | Statele Unite ale Americii | 71,08 | 37,56 | 73,00 | C    |
| 9   | 2     | Danny León         | Spania                     | 52,40 | 72,24 | 23,35 |      |
| 10  | 2     | Jaime Mateu        | Spania                     | 54,66 | 48,51 | 69,18 |      |
| 11  | 1     | Zion Wright        | Statele Unite ale Americii | 67.21 | 53,87 | 8,35  |      |
| 12  | 2     | Alessandro Mazzara | Italia                     | 7,78  | 65,25 | 24,58 |      |
| 13  | 1     | Heimana Reynolds   | Statele Unite ale Americii | 42.37 | 44,29 | 63,09 |      |
| 14  | 4     | Ayumu Hirano       | Japonia                    | 58,84 | 62,03 | 38,72 |      |
| 15  | 2     | Tyler Edtmayer     | Germania                   | 58,33 | 51,61 | 61,78 |      |
| 16  | 1     | Andy Anderson      | Canada                     | 35,57 | 58,50 | 60,78 |      |
| 17  | 4     | Oskar Rozenberg    | Suedia                     | 3,83  | 28,20 | 56,66 |      |
| 18  | 1     | Ivan Federico      | Italia                     | 5,07  | 46,90 | 5,08  |      |
| 19  | 1     | Rune Glifberg      | Danemarca                  | 6,24  | 37,61 | 6,11  |      |
| 20  | 3     | Dallas Oberholzer  | Africa de Sud              | 21,68 | 24,08 | 18,21 |      |

### Finala
Sursa:
| Loc | Skateboarder    | Țară                       | Run  | Run  | Trick | Trick | Trick | Trick | Trick | Total |
| Loc | Skateboarder    | Țară                       | 1    | 2    | 1     | 2     | 3     | 4     | 5     | Total |
| --- | --------------- | -------------------------- | ---- | ---- | ----- | ----- | ----- | ----- | ----- | ----- |
| 1   | Momiji Nishiya  | Japonia                    | 3,02 | 2,91 | 0,00  | 0,00  | 4,15  | 4,66  | 3,43  | 15,26 |
| 2   | Rayssa Leal     | Brazilia                   | 2,94 | 3,13 | 0,00  | 3,91  | 4,21  | 3,39  | 0.,00 | 14,64 |
| 3   | Funa Nakayama   | Japonia                    | 2,62 | 2,67 | 0,00  | 5,00  | 0.00  | 4,20  | 0,00  | 14,49 |
| 4   | Alexis Sablone  | Statele Unite ale Americii | 2,52 | 2,01 | 4,03  | 0,00  | 5,01  | 0,00  | 0,00  | 13,57 |
| 5   | Roos Zwetsloot  | Olanda                     | 3,34 | 3,80 | 4,12  | 0,00  | 0,00  | 0,00  | 0,00  | 11,26 |
| 6   | Zeng Wenhui     | China                      | 2,13 | 2,60 | 0,00  | 4,93  | 0,00  | 0,00  | 0,00  | 9,66  |
| 7   | Margielyn Didal | Filipine                   | 2,33 | 2,22 | 0,00  | 2,97  | 0,00  | 0,00  | 0,00  | 7,52  |
| 8   | Aori Nishimura  | Japonia                    | 0,46 | 3,46 | 0,00  | 3,00  | 0,00  | 0,00  | 0,00  | 6,92  |